# بيتر فيليكس
بيتر فيليكس (بالإنجليزية: Peter Felix) مواليد 17 يوليو 1866 - الوفاة 10 نوفمبر 1926، كان ملاكم محترف أسترالي صنّف ضمن فئة الوزن الثقيل.

## إحصائيات
خاض خلال مسيرته 52 نزالا، فاز في 24 وتعادل في 7 وخسر في 20. فاز بالضربة القاضية في 10 نزالات.

## روابط خارجية
- بيتر فيليكس على موقع بوكس ريك (الإنجليزية) (registration required)